# Давиес, Вилсон
Вилсон Давиес (порт. Wilson Davyes; род. 7 сентября 1988) — португальский гандболист, выступает за французский клуб «Сессон Ренн».

## Карьера
Клубная

Вилсон Давиес начинал профессиональную карьеру в лиссабонском «Спортинге». В 2006 году Давиес перешёл в испанский клуб РГК «Ковадонга». В 2008 году вернулся в Португалию, играя за «Порту Виталиш». В 2014 году перешёл во французский клуб ГК «Нант». С 2015 года Давиес выступает за «Сессон Ренн».

## Награды
- Чемпионат Португалии: 2009, 2010, 2011, 2012, 2013, 2014
- Обладатель кубка французской лиги: 2015

## Статистика
Статистика Вилсона Давиеса
| Сезон        | Клуб       | Лига           | Матчи | Голы | 7-метр | Голы |
| ------------ | ---------- | -------------- | ----- | ---- | ------ | ---- |
| 2014/15      | ГК Нант    | LNH division 1 | 17    | 39   | 0      | 39   |
| 2015/16      | Сессон-Рен | LNH division 1 | 24    | 69   | 0      | 69   |
| 2016/17      | Сессон-Рен | LNH division 1 | 18    | 56   | 0      | 56   |
| 2017/18      | Сессон-Рен | LNH division 1 | 21    | 24   | 0      | 24   |
| 2009-по н.в. | Итого      | LNH division 1 | 80    | 188  | 0      | 188  |